# Евдокия Ингерина

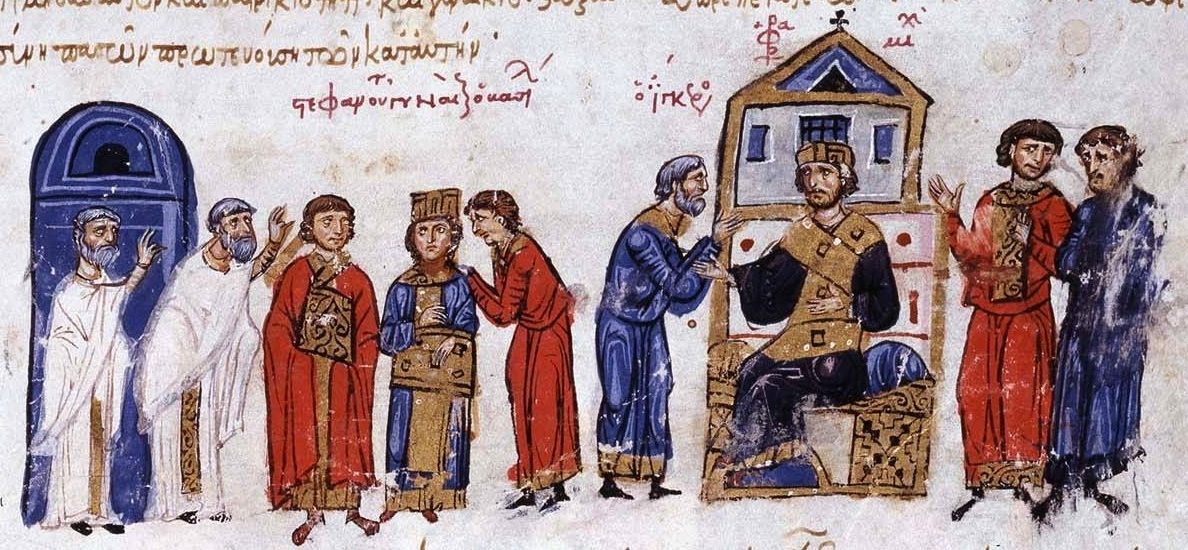
Император Михаил III венчает Василия и Евдокию.

Евдоки́я Ингери́на (греч. Ευδοκία Ιγγερίνα (около 837—882) — византийская императрица. Дочь скандинава, возможно варяжского воина из императорской охраны Ингера-Ингвара, по гипотезе Д. А. Мачинского — того же, который стал митрополитом Никеи в 825 году.
По-видимому, мать Евдокии принадлежала к византийской знати и происходила из дома Мартинаки.
Наложница императора Византии Михаила III, выданная им замуж за своего приближённого Василия Македонянина, которого Михаил затем сделал своим соправителем — возможно, в связи с тем, что старшие дети Евдокии были в действительности не от Василия, а от Михаила, и таким образом получали возможность наследовать трон. Так и произошло после того, как Василий Македонянин (867) сверг Михаила III, а затем (886) сам погиб на охоте.
Старший сын Василия от первой жены, македонянки по имени Мария, Константин, к тому времени уже умер, и на престол взошёл сын Евдокии — Лев VI.
Второй сын Евдокии Александр наследовал Льву VI и занимал престол в 912—913 годах. Третий сын Стефан, стал патриархом вместо Фотия.